# Tufo (miejscowość)
Tufo – miejscowość i gmina we Włoszech, w regionie Kampania, w prowincji Avellino.
Według danych na 1 stycznia 2022 roku gminę zamieszkiwały 793 osoby (393 mężczyzn i 400 kobiet).